# Куртіян Олександр Володимирович
Олександр Куртіян (рум. Alexandru Curtianu, по паспорту — Alexandru Kurteian, нар. 11 лютого 1974, Кишинів) — молдовський футболіст, що грав на позиції півзахисника. По завершенні ігрової кар'єри — тренер. Футболіст року в Молдові (1993, 1998).
Виступав, зокрема, за клуби «Зімбру», «Гамбург» та «Зеніт», а також національну збірну Молдови. У 2014—2015 роках — головний тренер збірної Молдови.

## Клубна кар'єра
Кар'єру розпочав у 1991 році в кишинівському «Зімбру», за який виступав п'ять сезонів, взявши участь у 135 матчах чемпіонату. Більшість часу, проведеного у складі «Зімбру», був основним гравцем команди і став п'ятиразовим чемпіоном Молдови (1992, 1992/93, 1993/94, 1994/95, 1995/96). Двічі — у 1993 та 1998 роках — визнавався футболістом року в Молдові.
У 1997 на правах оренди виступав за польський «Відзев» з яким став чемпіоном Польщі 1996/97, на наступний рік був орендований російським «Зенітом». У січні 1999 був орендований німецьким «Гамбургом» у «Зімбру» до 30 червня 1999 року з умовним продовженням контракту на три роки, але по закінченні терміну оренди повернувся в «Зеніт» і підписав контракт з клубом на три роки. У складі «Зеніту» володар Кубка Росії 1998/99. У 1998 році був включений в список 33 найкращих футболістів чемпіонату Росії (№ 3). Після сезону 2000 Куртіян був виставлений на трансфер через те, що його стиль гри перестав підходити «Зеніту» та в лютому 2001 був відданий в оренду в «Зімбру».
Протягом 2000—2002 років знову захищав кольори рідного «Зімбру».
Завершив професійну ігрову кар'єру у клубі «Торпедо» (Москва), за який недовго виступав протягом 2002 року.

## Виступи за збірну
1994 року дебютував в офіційних матчах у складі національної збірної Молдови. Протягом кар'єри у національній команді, яка тривала 9 років, провів у формі головної команди країни 38 матчів, забивши 2 голи.

## Кар'єра тренера
З кінця 2003 по 2007 рік працював в «Зімбру» на різних посадах (помічник головного тренера, виконавчий директор зі спортивних питань, спортивний директор, виконувач обов'язків головного тренера).
У 2009 році був помічником головного тренера в клубі «Зміна-Зеніт» (Росія).
З кінця 2011 по 2014 рік працював головним тренером молодіжної збірної Молдови. У відбірковому циклі молодіжного чемпіонату Європи 2015 року його команда в десяти матчах набрала 16 очок і посіла третє місце, пропустивши вперед команди Фінляндії та Англії.
24 вересня 2014 року Куртіян очолив головну збірну країни. Угода з ним була розрахована до кінця кваліфікаційного турніру Євро-2016. Однак через рік, 21 вересня 2015, подав у відставку — збірна після восьми ігор займала останнє, 6 місце з двома очками.
У грудні 2016 року призначений головним тренером клубу латвійської Вищої ліги «Єлгава». У серпні 2017 року Куртіян покинув клуб після взаємної згоди.

## Титули і досягнення
- Чемпіон Молдови (5):

«Зімбру»: 1992, 1992–93, 1993–94, 1994–95, 1995–96
- Чемпіон Польщі (1):

«Відзев»: 1996–97
- Володар Кубка Росії (1):

«Зеніт»: 1998–99

### Особисті
- Футболіст року в Молдові (2): 1993, 1998
- У списку 33 найкращих футболістів чемпіонату Росії: 1998 (3 місце)